# Fever Pitch (pel·lícula del 1985)
 Fever Pitch és una pel·lícula estatunidenca de 1985 dirigida per Richard Brooks, amb Ryan O'Neal de protagonista.

## Argument
Un periodista esportiu s'introdueix al món del joc amb el fín d'escriure una sèrie d'articles. Sense adonar-se'n, es troba immers en la febre de les apostes i el món dels casinos.
Va ser nominada per a 4 Premis Razzie: pitjor pel·lícula, pitjor director, pitjor guió i pitjor banda original, cosa que ha contribuït a la nominació de Ryan O'Neal com a pitjor actor del decenni, finalment guanyat per Sylvester Stallone – i a les quatre nominacions de Fever Pitch, guanyades totes per la pel·lícula de Sylvester Stallone Rambo II: La Missió.

## Repartiment
- Ryan O'Neal: Steve Taggart
- Catherine Hicks: Flo
- Giancarlo Giannini: Charley
- Bridgette Andersen: Amy
- Chad Everett: Dutchman
- John Saxon: editor d'esports
- Hank Greenspun: editor del Sun
- William Smith: Panama Hat
- Keith Hefner: Sweeney
- Patrick Cassidy: Soldat
- William Prince: Mitchell